# Ludovica
Ludovica ist ein weiblicher Vorname. Das männliche Pendant zu dem Namen ist Ludwig.

## Verbreitung
Der Name Ludovica taucht in Deutschland seit der Jahrtausendwende hin und wieder in der Namensgebung auf. In den letzten 10 Jahren wurden rund 140 Mädchen so genannt. In der Schweiz kommt der Name seit Ende der 1940er Jahre in den Vornamenscharts vor. Seit Mitte der 1980er Jahre wird er fast jedes Jahr bei der Namenswahl berücksichtigt. Von 1930 bis 2023 wurde er etwa 200 Mal vergeben. In Österreich kommt der Name seit 1988 hin und wieder in der Namensgebung vor. Bis 2023 wurde er insgesamt 16 Mal gewählt.
In Italien befindet sich Ludovica seit der Jahrtausendwende in den Top-50 und seit 2021 in den Top-10 der Hitlisten. Der Name wird in Frankreich seit 1930 vergeben, wobei er selten gewählt wird. In den Niederlanden befindet sich der Name seit 1930 regelmäßig in den Hitlisten, jedoch ist er nur mäßig beliebt. Der Name wird auch in Dänemark, Norwegen und Schweden vergeben, jedoch sehr selten. Die Vergabe ist ebenfalls in Liechtenstein, Polen, England, Schottland und den USA nachgewiesen.

## Bekannte Namensträgerinnen
- Ludovika Wilhelmine von Bayern (1808–1892), Prinzessin von Bayern, Herzogin in Bayern
- Ludovica Ghijs (1902–1985), belgische Operettensängerin und Schauspielerin
- Ludovica Hainisch-Marchet (1901–1993), österreichische Pädagogin und Frauenrechtlerin
- Ludovica Modugno (1949–2021), italienische Schauspielerin
- Ludovica Hesekiel (1847–1889),  deutsche Schriftstellerin
- Ludovica Müller (um 1779–nach 1837),  deutsch-österreichische Schauspielerin und Opernsängerin
- Ludovica von Pröpper (1810–1898), deutsche Kochbuchautorin
- Ludovica Cristina von Savoyen (1629–1692), Prinzessin aus dem Haus Savoyen
- Ludovica Torelli (1499–1569), Gründerin religiöser Frauenvereinigungen
- Ludovica Francisca Maria Thürheim (1788–1864), österreichische Malerin und Schriftstellerin
- Ludovica Zang (1839–1910), österreichische Gewerkin und Wohltäterin
- Ludovica Margaretha von Zweibrücken-Bitsch (1540–1569), deutsche Adlige